# Limón International Airport
Aeropuerto Internacional de Limón är en flygplats i Costa Rica.   Den ligger i provinsen Limón, i den östra delen av landet, 120 km öster om huvudstaden San José. Aeropuerto Internacional de Limón ligger 2 meter över havet.
Terrängen runt Aeropuerto Internacional de Limón är platt. Havet är nära Aeropuerto Internacional de Limón åt nordost.  Närmaste större samhälle är Limón, 3,9 km norr om Aeropuerto Internacional de Limón.